# Maria Stona
Maria Stona, (később Maria Scholz, születési nevén Maria Stonawski, Třebovice, 1859. december 1. – Třebovice, 1944. március 30.), német, és cseh nyelven író írónő és költő.

## Életpályája
A třebovicei  kastélyban több évtizeden át gyűltek össze a kulturális élet prominensei, akiket "Slezskej Výmar"-nak neveztek. Húszas éveiben Albert Scholzhoz ment feleségül, aki egy bányászati és kohászati vállalat igazgatójának, Alois Scholz (1821–1883) fia volt. Hét évvel később Chropyněban 1882-ben megszületett lányuk, Helen Železný-Scholz, aki szobrász lett. Maria később elhagyta férjét és a lányával visszatért szülei kastélyába Třebovicebe. Ott kezdte irodalmi pályafutását, nevét Maria Stonawski-ról átírva Maria Stona néven. 1942-ben Adolf Hitler nemesi rangra emelte, egyes források szerint szeretője is volt. Két alkalommal is házasodott, második házasságát titokban Karl Erasmus Kleinert osztrák íróval (1857–1933) kötötte.

## Legfontosabb művei
- Das Buch der Liebe, 1888.
- Liebe einer jungen Frau
- Klingende Tiefen, Neue Gedichte
- Flammen und Fluten, Gedichte
- König Eri, Ein Lied der Liebe
- Menschen und Paragraphie
- Erzählt und gesungen
- Ludwig Jakobowski im Licht des Lebens
- Der Rabenschrei, Roman einer Scheidung, 1907.
- Die Heidelerche und andere heitere Geschichten, 1910.
- Mein Dorf, Novellen und Skizzen aus Schlesien
- Klein Doktor – Ein Kinderleben, 1918.
- Das Doppelfest im Ort, in: Rur-Blumen, 1923.
- Von Prag in die Provence über Strassburg, Verdun und Reims, 1922.
- Das schöne Spanien, eine Reise in 51 Bildern
- Rodinná hrobka Marie Stony v Třebovicích, Maria Stona családi sírja Třebovicben (később Stonava-hoz, ma Ostrava-hoz tartozik)
- Vor dem Sturz
- Rachel, Roman, 2. Auflage Anzengruber Verlag Wien Berlin.
- O du spaßige Welt der Frauen
- Die wilde Wolhynierin, Roman aus der Ukraine, eine Anlehnung an die Lebensgeschichte der Cousine Maria Stonas Wilhelmine Ladislawa Koszyc (Kosietz), Tochter des Wenzeslaus Koszyc in Zywiec (Saybusch) in Galizien, damals ein Kronland der Österreich-Ungarischen Monarchie, 1922.
- Eine Fahrt nach Karpathorußland, 1936.[4]